# Katedralen i Salisbury sedd från biskopens trädgård
Katedralen i Salisbury sedd från biskopens trädgård (engelska: Salisbury Cathedral from the Bishop's Grounds) är en oljemålning av den engelske romantiske landskapsmålaren John Constable. Den målades 1823 och ingår sedan 1857 i Victoria and Albert Museums samlingar i London.
Målningen visar den gotiska katedralen i Salisbury, berömd för att med sina 123 meter vara Storbritanniens högsta kyrka. Den beställdes av Constables vän, biskop John Fisher, som tillsammans med sin fru är avbildade på gångvägen till vänster. Han målade en första skiss på plats i Salisbury 1820 som nu ingår i National Gallery of Canadas samlingar. Tre år senare var målningen som nu är utställd på Victoria and Albert Museum färdig. Biskopen var dock inte nöjd med den eftersom himlen var grå och regntung. Constable målade därför ytterligare ett antal versioner av samma motiv. I Metropolitan Museum of Arts samlingar finns en skiss till 1826 års version med klarblå himmel, den senare tillhör Frick Collection.  

## Relaterade målningar
Constable målade från 1820 katedralen i Salisbury ett stort antal gånger. Flera av tavlorna visar utsikten från biskop Fishers trädgård, men katedralen avbildades också från andra vinklar.
| Bild | Titel                                                  | År         | Storlek (cm) | Museum                     | Ort             |
| ---- | ------------------------------------------------------ | ---------- | ------------ | -------------------------- | --------------- |
|      | Salisbury Cathedral from the Bishop's Grounds          | 1820       | 74,3 x 92,4  | National Gallery of Canada | Ottawa          |
|      | Salisbury Cathedral and Leadenhall from the River Avon | 1820       | 52.7 x 77    | National Gallery           | London          |
|      | Salisbury Cathedral from Lower Marsh Close             | 1820       | 73 x 91      | National Gallery of Art    | Washington D.C. |
|      | A catedral de Salisbury vista do Jardim do Bispo       | 1821–1822  | 90 x 114,3   | Museu de Arte de São Paulo | São Paulo       |
|      | Salisbury Cathedral from the Bishop's Grounds          | cirka 1823 | 88 x 112     | Victoria and Albert Museum | London          |
|      | Salisbury Cathedral from the Bishop's Grounds          | cirka 1825 | 87.9 x 111.8 | Metropolitan Museum of Art | New York        |
|      | Salisbury Cathedral from the Bishop's Grounds          | 1826       | 88.9 x 112.4 | Frick Collection           | New York        |
|      | Salisbury Cathedral from the Meadows                   | cirka 1829 | 36,5 x 51,1  | Tate Britain               | London          |
|      | Salisbury Cathedral from the Meadows                   | cirka 1831 | 153,7 × 192  | Tate Britain               | London          |